# Paul Keck (Maler)
Paul Keck (* 21. November 1904 in Überlingen; † 26. Juni 1973 in Lindenberg-Goßholz) war ein deutscher Maler. 

## Leben
Paul Keck war ein Sohn des Malers und Gastwirts Otto Keck. Anders als dieser war er aber kein Autodidakt, sondern studierte ab 1926 in München an der Kunstakademie
und legte eine Meisterprüfung als Dekorationsmaler ab. Er hielt sich kurzfristig in Paris auf und kehrte dann um 1929/30 ins Allgäu zurück, wo er einerseits die elterliche Gastwirtschaft übernahm, andererseits ein erfolgreicher Heimatkünstler wurde. Ulrike Steiner kommentierte diesen Erfolg in einem Aufsatz 1998 wie folgt: „Sein Erfolg war getragen von der massenintegrierenden, die Moderne diffamierenden Kulturpropaganda des Dritten Reichs [...] Die nationalsozialistische Politik machte sich das permanente Unterlegenheitsgefühl der Landbevölkerung gegenüber der Stadt zunutze und wertete das Land und dessen kulturelle Äußerungen [...] zum mystischen Hort menschlicher Ursprünglichkeit und überzeitlicher Werte inszenatorisch auf. Auch Keck konnte sich in seiner Kunst bestätigt fühlen und schloß sich willig an.“
1943 beteiligte er sich mit dem Bild Der Brief nach dem Osten an der Großen Deutschen Kunstausstellung in München.
Nach dem Ende des Dritten Reichs und nach Eintritt einer extremen Polarisierung zwischen abstrakter und gegenständlicher Kunst habe Keck, so Steiner, mit „tabuisierender Verdrängung und aggressiver Verunsicherung“ reagiert. Ob Keck allerdings sein Tun überhaupt so weit hinterfragte, belegt sie in diesem Aufsatz nicht. Er erhielt 1945 ein Malverbot für ein Jahr und setzte offenbar danach seine Tätigkeit in ungemindertem Umfang fort. 
Paul Keck führte akribisch Buch über seine Aufträge, so dass die Vielzahl an Wand- und Deckenbildern, die er vor allem schuf, gut dokumentiert ist. Völlig aus dem Rahmen dieser Werke fällt seine Ausmalung der Kirche St. Peter und Paul in Lindenberg im Allgäu.

## St. Peter und Paul in Lindenberg

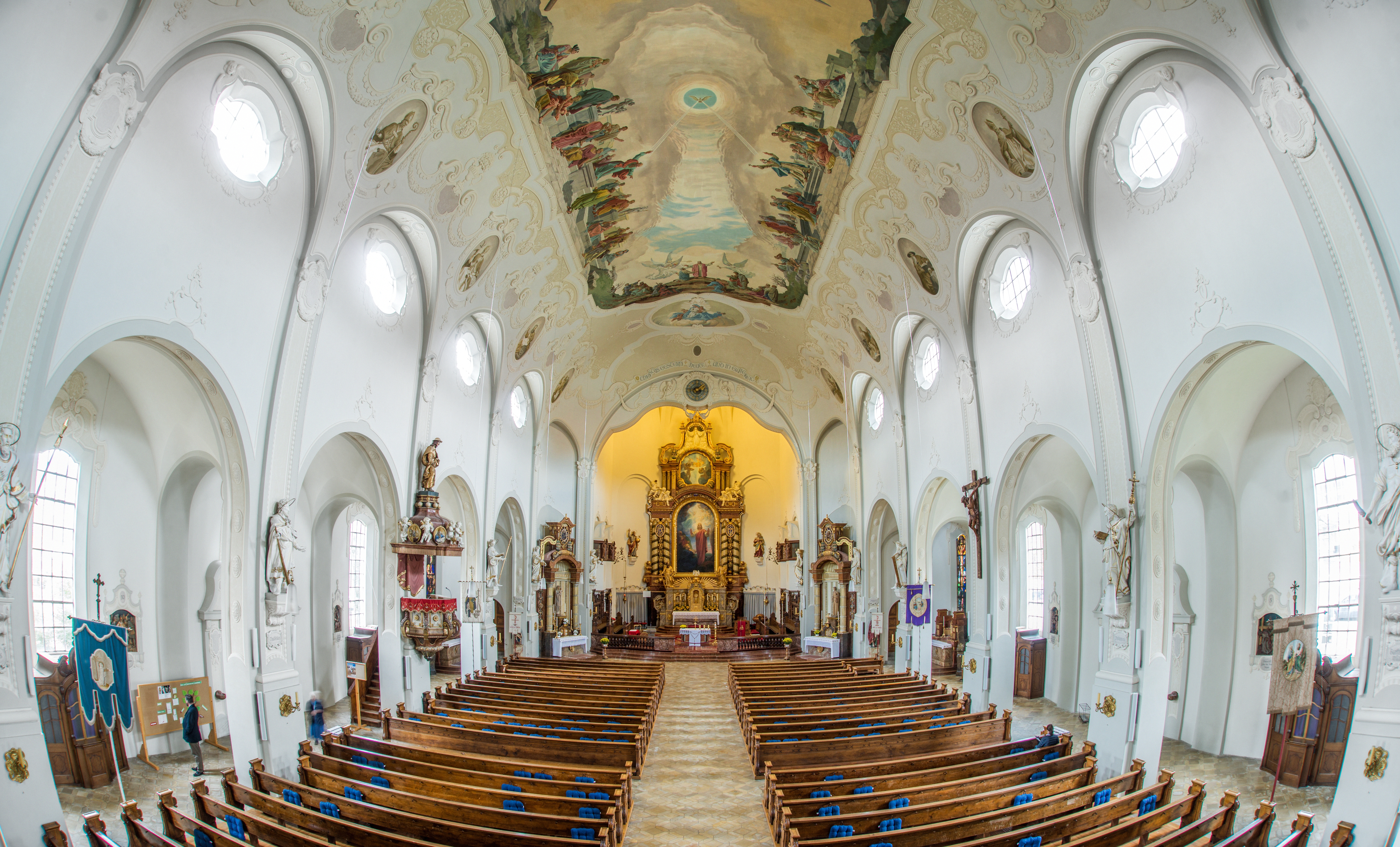
Inneres von St. Peter und Paul in Lindenberg mit den Deckenmalereien von Paul Keck

St. Peter und Paul wurde in den Jahren 1912 bis 1914 in Zeiten wirtschaftlicher Prosperität nach Plänen von Franz Rank erbaut. Von Anfang an war eine Ausmalung der Kirche, insbesondere des 10,5 mal 23 Meter langen Feldes über dem Langhaus, vorgesehen gewesen, doch zur Bauzeit waren dafür die finanziellen Mittel nicht vorhanden: Man begnügte sich mit einer Ausgestaltung der Bereiche, die von besonderer liturgischer Wichtigkeit waren, insbesondere des Chores. Diese Arbeiten wurden an den Münchner Maler Julius Exter vergeben. Durch den Ausbruch des Ersten Weltkrieges und die krisenhafte Lage in der Zwischenkriegszeit verzögerte sich die Ausgestaltung der Kirche weiter. 1932 wurde zwar der Lindenberger Kirchenbauverein wiederbelebt, doch widmete sich dieser zunächst der Beschaffung einer Orgel. Von 1933 bis 1957 fand keine Sitzung dieses Vereins mehr statt. Dann tagte er wieder, vorrangig mit dem Ziel einer Renovierung der Kirche, aber auch die Ausmalung des Gotteshauses kam nun wieder zur Sprache. Strickwarenfabrikant Josef Spieler trieb die Verhandlungen darüber voran. 
Stadtpfarrer Johann Steinlehner bat im Frühjahr 1960 um eine Begutachtung der Kirche durch das Bayerische Landesamt für Denkmalpflege und erhielt den Vorschlag, die leeren Deckenfelder nur farbig zu tönen. Doch eine solche abstrakte Lösung war in der Gemeinde offenbar nicht willkommen. Bei einer Mitgliederversammlung des Kirchenbauvereins am 4. Dezember 1960 erschien Paul Keck mit bereits weit ausgearbeiteten Entwürfen für die zehn Medaillons am Gewölbeansatz, in denen die vier Evangelisten, die vier Kirchenväter und die Heiligen Gebhard und Ulrich dargestellt werden sollten, sowie für die Ovale vor dem Chor und der Empore, wo eine Maria mit Kind und Engeln sowie die Patrone des Allgäus Gallus und Magnus erscheinen sollten, vor allem aber für das große Deckenbild, das Szenen aus dem Leben von Petrus und Paulus zeigen sollte. Keck führte den Versammelten seine Vorstellungen in Form von farbigen Dias vor und gewann rasch deren Zustimmung; den skeptischen Pfarrer Steinlehner konnte er nur zu einer zögernden Zustimmung bewegen. Doch am 3. Februar 1961 wurde ein Vertrag abgeschlossen, nach dem Keck bis Kirchweih 1961 die vorgeschlagenen Malereien anbringen und eine Garantie für 30-jährige Haltbarkeit geben sollte. Als Honorar waren 51.000 DM angesetzt, die in vier Raten bezahlt werden sollten. Keck schuf die Gemälde in der Kirche in der Zeit vom 10. April bis zum 14. Juli 1961.
Als Johann Steinlehner das Bayerische Landesamt für Denkmalpflege darüber informierte, versah der zuständige Landeskonservator Walter Bertram die Mitteilung des Pfarrers mit dem handschriftlichen Kommentar: „Das wird nichts! Keck kann das nie!“ Bertram hatte eine Übernahme der Aufgabe durch Hermann Kaspar oder einen seiner Schüler vorgeschlagen. Dass der Kirchenbauverein in Lindenberg stattdessen auf den Vorschlag des regionalen Dekorationsmalers Keck, der mit einer Komposition vielfiguriger Szenen und deren Einfügung in den dreidimensionalen Raum keinerlei Erfahrung hatte, eingegangen war, setzte diesen wahrscheinlich einigermaßen unter Druck. Er begann sich im Sommer 1960, als offenbar das Bildprogramm bereits weitgehend festgelegt war, nach Vorlagen umzusehen, die ihm bei der Gestaltung der Kirchengemälde im barocken Stil helfen sollten, und arbeitete unter anderem Adolf Feulners Standardwerk Bayerisches Rokoko von 1925 sowie Hans Tintelnots Barocke Freskomalerei in Deutschland aus dem Jahr 1956 durch. Ferner fotografierte er vor allem die Petrus-und-Paulus-Szenen von Matthäus Günther in der Pfarrkirche von Götzens sowie die Fresken Martin Knollers im Kloster Neresheim und Januarius Zicks Gemälde in der Klosterkirche von Rot an der Rot. Außerdem widmete er sich den neobarocken Malereien von Franz Xaver Dietrich in Immenstadt. Ulrike Steiner kommentiert: „Keck muss im Laufe der ersten Vorbereitungsphase wohl sehr bald zu Bewußtsein gekommen sein, daß eine Ausmalung der Stadtpfarrkirche in Anlehnung an die illusionistische Deckenmalerei außerhalb seiner künstlerischen Fähigkeiten und Möglichkeiten lag [...] Die effektvoll bewegte modellierende Licht- und Farbenmalerei des süddeutschen Barock war mit seinem Malstil in keiner Weise vereinbar.“ Eher dürften ihm der Klassizismus und die Kunst der Nazarener entgegengekommen sein, die in seiner näheren Heimat etwa durch Ludwig Glötzle und Gebhard Fugel vertreten wurde, ferner die Bilderbibel von Julius Schnorr von Carolsfeld, von der er zwei Ausgaben besaß. Neben Schnorr von Carolsfeld und Fugel wurden die Oberammergauer Passionsspiele, die er seit 1930 regelmäßig besuchte, zur Quelle für Kecks Bildentwürfe. 
Vermutlich stellte er nie einen Gesamtentwurf für das große Deckengemälde in der Lindenberger Kirche her, sondern entwarf vier Einzelbilder, die ihre Basis jeweils auf einem schmalen Bodenstreifen über dem Stuckrahmen haben und rechts und links durch Bäume begrenzt sind. Den Mittelteil des Bildes füllte er mit einer weiten Himmelsfläche. Um den Zusammenhalt der Bildszenen zu gewährleisten, verband er sie dann noch mit einem Landschaftsstreifen. Auf die Untersicht, die für barocke Deckenmalerei typisch ist, verzichtete er. Steiner kritisiert die heterogene Gesamtstruktur des Bildes sowie anatomische Unkorrektheiten und den hölzernen Charakter mancher Figuren, „die wie aus Einzelteilen zusammengesteckt wirken.“ Insbesondere falle das bei der Darstellung der Paulus-Predigt auf, wo Keck im Gegensatz zu seinen anderen Bildern keine Durchzeichnungen nach Schnorr von Carolsfeld oder anderen Vorbildern verwendet, sondern mit Hilfe einer Gliederpuppe und lebender Modelle selbst die Szene zu komponieren versucht habe. 
Die Kirchenmalereien Kecks enthalten unter anderem auch sein Selbstbildnis, ebenso ein Porträt von Josef Spieler und eines des Restaurators Ludwig Stoller und dessen Neffen. Unter sein Selbstbildnis schrieb er einen ausgiebigen Text, der mit den Sätzen endet: „Gemalt sind die Bilder mit ›Divagin‹ aus der Farbenfabrik Divag in Berlin./ Für meine Arbeit habe ich DM 51.000 zu bekommen.“ Spielers Porträt musste er übermalen, da dessen Ehefrau nicht davon angetan war, ihren Gatten an der Kirchendecke verewigt zu sehen. Er tat dies allerdings mit wasserlöslichen Farben, die später wieder entfernt waren. Auch das Spieler-Porträt ist mit einem langen Text versehen.

## Weitere Werke (Auswahl)
- 1932: Gasthaus zum Goldenen Adler in Goßholz: Innendekoration des Nebenzimmers mit Tier- und Jagdszenen (nicht erhalten)
- 1935: Entwurf für die Fassadenbemalung der Milchversorgung Lindau
- 1935: Haus Otto Keck in Immenstadt: Fassadenmalereien. Darstellung der Diana mit Reh, zwei Szenen eines Allgäuer Jagdzuges mit diversen Porträts, heiliger Hubertus mit Hirsch
- 1935: Haus Alois Thum in Lindenberg: Fassadenmalerei Das neue Reich mit Inschrift eines Hitlerzitats (nicht erhalten)
- 1936: Haus Richard Feuerle in Lindenberg: Fresko mit Bäuerin und trinkendem Bauern, Innendekoration des Esszimmers in Kaseinmalerei
- 1936: Gasthaus Rieser in Simmerberg: Innendekoration des Speisesaals mit einem Bild, das zwei Männer und eine Frau bei der Heuernte zeigt
- 1936: Haus H. Josef Ferber in Weiler im Allgäu: heilige Elisabeth mit zwei Kindern und einer alten Frau, Fresko
- 1936: Brunnen vor der Hutfabrik Mayser-Milz & Co. (nicht erhalten)
- 1936: Haus Karl Hertlein in Oberstaufen: Fresko mit Übergabe der Pestfahne durch Hugo von Königsegg an die Staufner Bürgersöhne 1635 mit Inschrift
- 1936: Haus Keßler in Scheidegg: Fresko: zwei Jäger mit Hund
- 1937: Kellerhaus in Kempten: Sgraffito an der Fassade und Innendekoration
- 1937: HJ-Heim in Lindenberg: Fresko mit NS-Reichsadler
- 1937: Firma Heydecker in Kempten: Innendekoration des Gemeinschaftsraums
- 1937: Gasthaus zum Wilden Männle in Oberstdorf: zahlreiche Dekorationen
- 1937: Haus Martin Waibel in Seifriedsberg: Fresko mit zwei Ziegenhirten und Inschrift
- 1937: Haus Peter Ruf in Blaichach: Fresko Siedlerfamilie
- 1937: Haus Sylvester Huber in Blaichach: Fresko mit Inschrift Siedler
- 1937: Haus Ellhard(t) in Oberstaufen: Erkerbemalung mit Frauenfigur
- 1937: Burghotel auf dem Falkenstein bei Pfronten: Innendekoration des Burgstübles mit zwei Ereignissen aus der Ortsgeschichte und Inschriften
- 1938: Gasthaus zur Post in Nesselwang: Deckenbild im Frühstückszimmer Der Morgen fährt dem Tag voran
- 1938: Haus Götzeler in Weiler: Fresko Mädchen bei der Ernte
- 1938: Haus Walser in Goßholz: Fresko Siedlerfamilie (nicht erhalten, ersetzt durch Hirtenjungen)
- 1938: Hotel Sorgschrofen in Jungholz: Fresko Tiroler Freiheitskämpfer und Treppenhausdeckenbild Tiroler Adler
- 1938: Firma Heydecker in Kempten: Erkerbemalung
- 1939: Haus Rall in Sigiswang: Fresko Familienbildnis
- 1939: Schulhaus in Seifriedsberg: Fresko Hitlerjugend
- 1939: Schreinerei Karl Bühler AG in Göppingen: Fresko Bauhandwerker mit Hakenkreuz und Inschrift
- 1940: Haus Dürr in Scheidegg: Fresko Familie
- 1940: Lagerhaus der Darlehenskasse in Wiggensbach: Fresko Sämann und Schnitterin, Hl. Christopherus
- 1946: Haus Stefan Hiemer in Wiggensbach: Fresko mit den heiligen Stefan und Wendelin
- 1946: Haus Josef Ferber in Weiler: Fresko Madonna mit Kind
- 1949: Gasthaus zum Saalbau in Pfuhl: Innendekorationen
- 1949: Pförtnerhaus der Kraft-Käsewerke in Lindenberg: Milchmädchen und Inschrift
- 1949: Alpenhof-Käsewerk in Hergatz: Fassadenmalerei
- 1949: Haus Michael Schneider in Hindelang: Nachtwächter
- 1949: Werkstätte Landmaschinen Siegfried Karg in Lindenberg: zwei Szenen mit arbeitenden Bauern
- 1950: Schulhaus in Hegge (Waltenhofen): Innendekoration der Pausenhalle
- 1950: Bäckerei Fridolin Baldauf in Lindenberg: Sämann und Bäcker
- 1950: Kapelle in Schmidsreute: Deckenbild Heilige Rita, einen Kranken pflegend
- 1950: Katholische Pfarrkirche in Oberstaufen: Fresko hl. Christopherus an der östlichen Choraußenwand
- 1951: Haus Knoblauch in Lindenberg: Madonna mit Rehen
- 1951: Haus Hubertus in Scheidegg: Hubertus-Hirsch
- 1951: Haus Hans Rosenberger in Lindenberg: Fresko und Inschrift Rübezahl
- 1951: Haus Dietrich Stahl in Oberstaufen: Fresko mit Hirten und Sonnenuhr
- 1951: Haus Schweitzer in Lindenberg: Holzhauer
- 1951: Haus Dürkop in Oberstaufen: Reh mit zwei Kitzen
- 1951: Haus Werner Knothe in Scheidegg: Hamburger Wappen in Rokoko-Ornamenten
- 1951: Lagerhalle Landmaschinen Karg in Lindenberg: Fresko mit zwei arbeitenden Bauern
- 1951: Malerbetrieb Hans Deffner in Heidenheim: Darstellung der vier Jahreszeiten

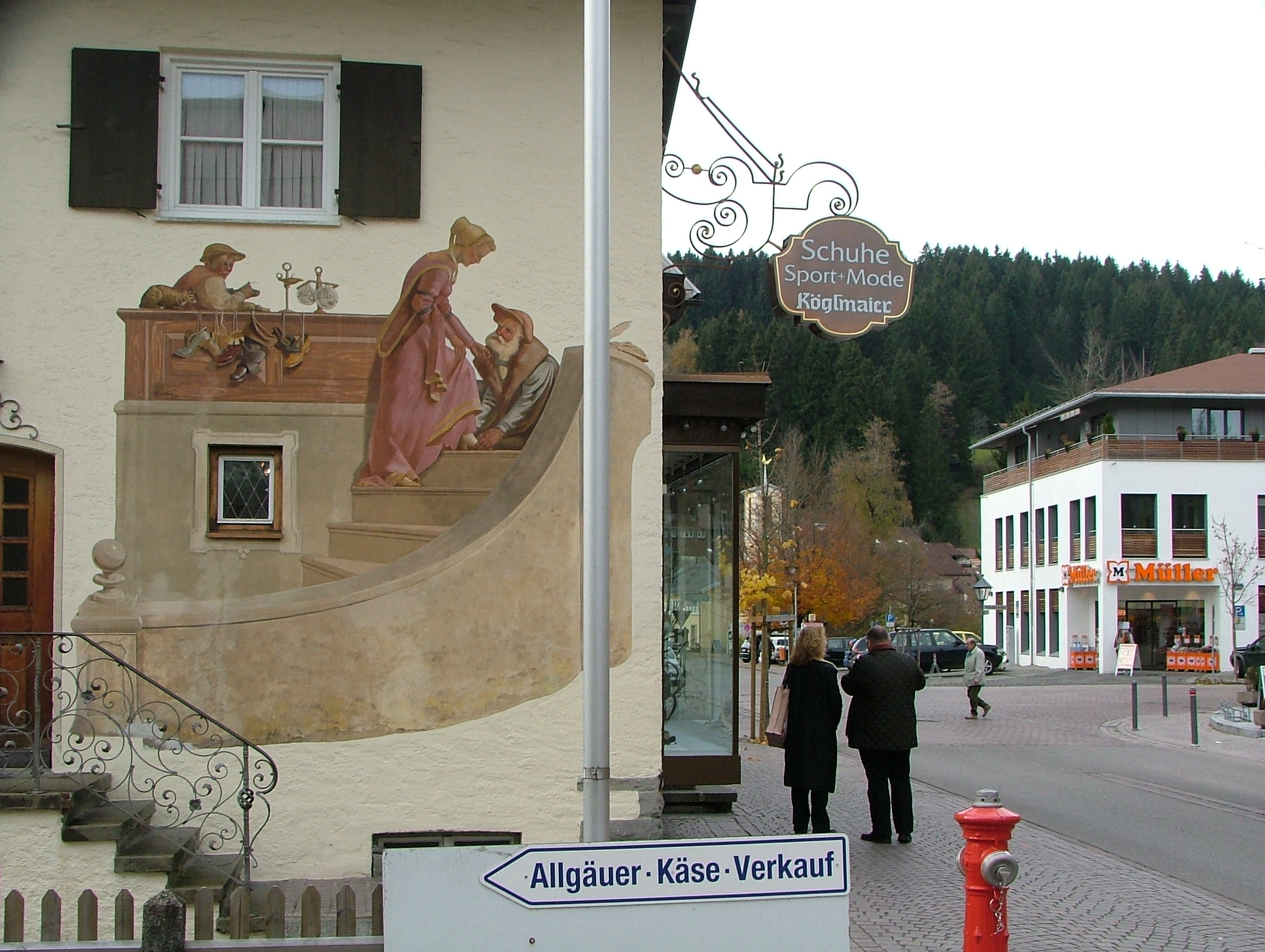
Schuhhaus Köglmaier in Oberstaufen

- 1953: Geschäftshaus Schuhmacher Köglmaier in Oberstaufen: Darstellungen von Hans Sachs und Evchen Pogner
- 1953: Schulhaus in Grünenbach: Darstellung einer Lehrerin mit drei Kindern und drei Wappen

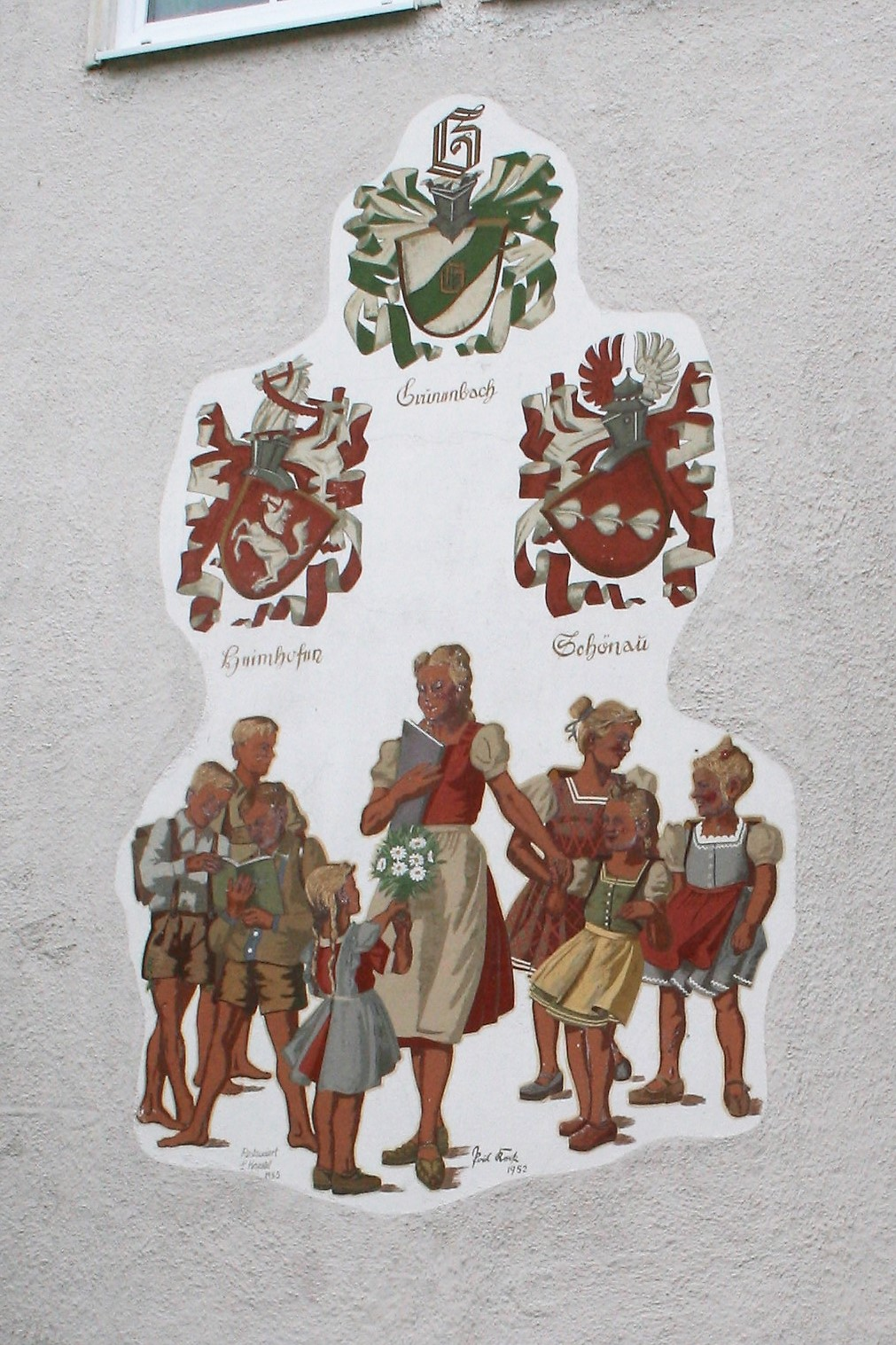
Am ehemaligen Schulhaus in Grünenbach

- 1953: Haus Linder in Mittelberg: Darstellung des barmherzigen Samariters
- 1954: Gasthaus zum Sünfzen in Lindau: Holzdecke und Wappenmalereien
- 1954: Haus Kaspar Streif in Leuterschach: Darstellung eines Hirtenjungen
- 1954: Gasthaus zum Goldenen Adler in Goßholz: diverse Szenen
- 1954: Haus Sepp Ficker in Oberjoch: Bergfrieden (Reh mit Kitz)
- 1954: Pfarrhof in Oberstaufen: Sgraffito Madonna mit Kind
- 1954: Sporthaus Benedikt Brutscher in Bad Oberdorf: Wandbild
- 1954: Haus Erwin Wilfer in Oberstaufen: Wandbild und Inschrift
- 1954: Großtankstelle VW-Autohaus Seitz in Immenstadt: Innendekoration mit mehreren Stadtbildern
- 1955: Haus Fritz Hollweck in Oberstaufen: Madonna mit Kind und zwei Rehen
- 1955: Gasthaus Klosterwirt in Friedrichshafen-Löwental: Innendekoration mit historischer Darstellung von Kloster Löwental
- 1956: Gasthaus zum Rössle in Scheidegg: Innendekoration des Nebenzimmers mit Darstellung der Scheidegger Eisbärenjagd und tanzendem Trachtenpaar
- 1956: Autohaus Seitz in Kempten: Innendekoration des Tankwartraums
- 1956: Arzthaus in Wiggensbach: Arzt mit Tod und Mutter mit Kind sowie heiliger Lukas
- 1957: Haus Enderlin in Lindau (Fischergasse): Dr. Caspar Strohmayr und acht Wappen
- 1957: Weinstube zur Kapelle in Kressbronn: Wein einschenkender Putto, Wappen, Inschrift
- 1957: Haus Optiker Martin Koch in Lindau: Johannes Kepler
- 1959: Turnhalle in Simmerberg: Sgraffito
- 1959: Brauerei Löwenbräu in Meckatz: Sgraffito

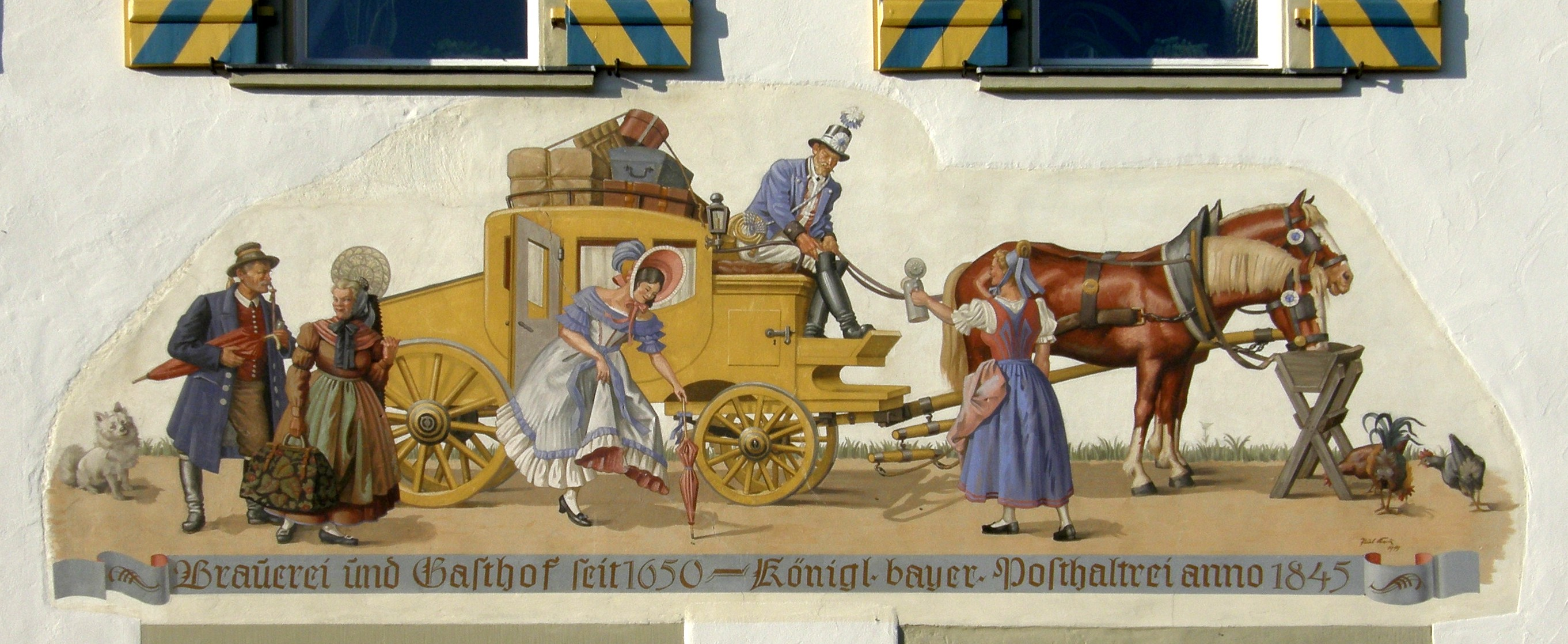
Postkutsche mit Reisenden, 1959

- 1959: Gasthof zur Post in Weiler: Postkutsche mit Reisenden
- 1959: Heilstätte Hirtenstein in Bolsterlang: Sgraffito: Hirte mit Ziegen
- 1959: Katholischer Kindergarten in Oberstaufen: Verehrung der Hl. Familie durch Kinder
- 1962: Marienapotheke in Immenstadt: Madonna mit Kind nach dem Gnadenbild der Don-Bosco-Wallfahrtskirche in Turin
- 1962: Kapelle des Missionshauses Mellatz: Altarwand: Lourdes-Madonna mit vier Engeln und der heiligen Bernadette
- 1963: Rathaus in Weiler: Erneuerung des Bildes David und Goliath von Lacherbauer aus dem Jahr 1923
- 1964: Herz-Jesu-Heim in Heimenkirch: Lasset die Kindlein zu mir kommen und Erkerbemalung
- 1965: Hotel Lindenalpe in Neugilching: Rehfütterung

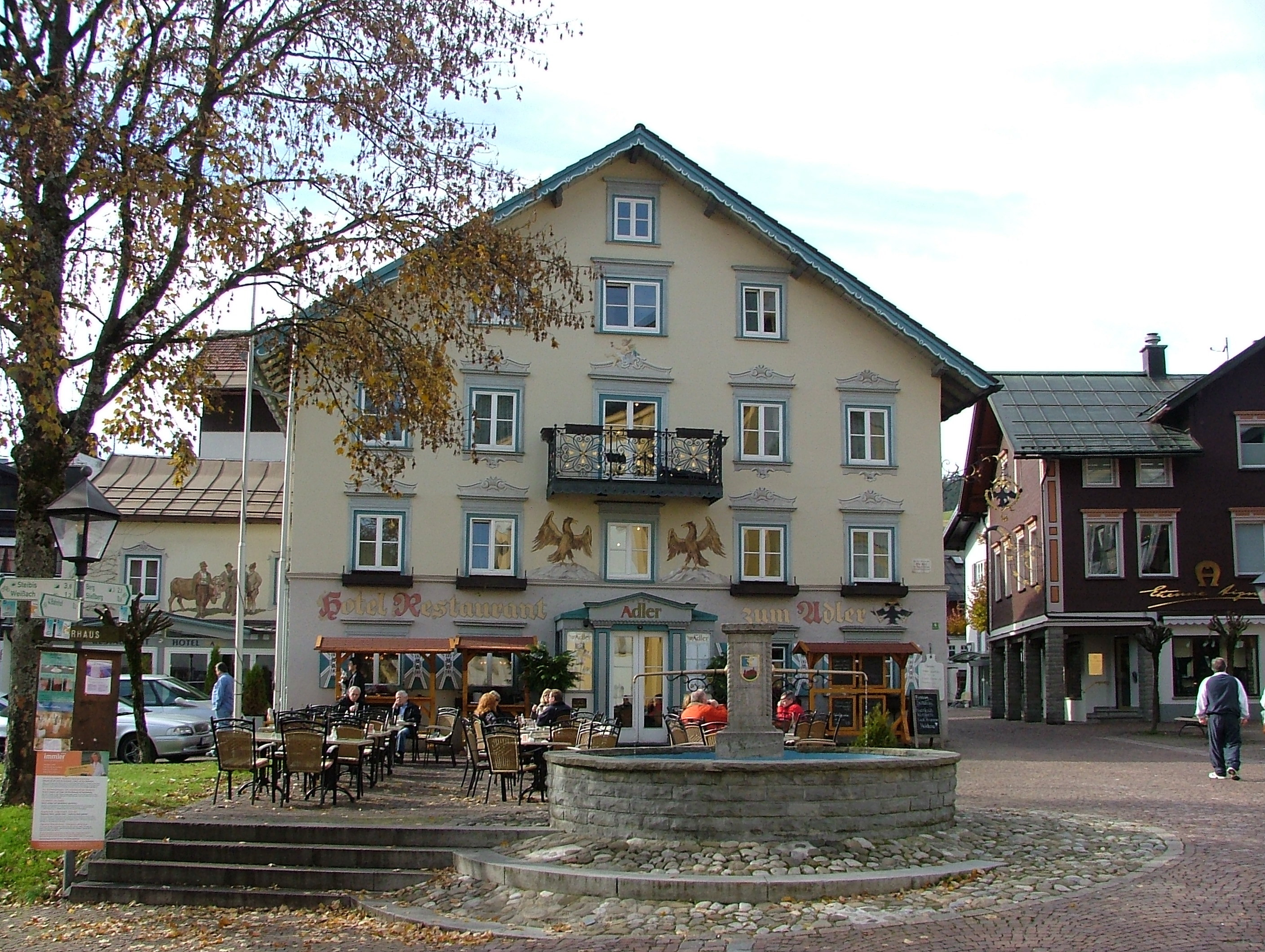
Gasthaus zum Adler in Oberstaufen

- 1968: Gasthaus zum Adler in Oberstaufen: Staufner Viehscheid
- 1968: Haus Tegelberg in Schwangau: Hiltepolt, Minnesänger von Schwangau
- 1968: Restaurant König Wilhelm in Waldburg: Landsknechtfähnrich
- 1968: Montfortsches Sennhaus in Blaichach: Alte Sennküche und Montfortscher Landsknecht
- 1968: Hotel Hirsch in Immenstadt: Fassadenbemalung
- 1970: Feuerwehrhaus in Oberstaufen: Hl. Florian
- 1973: Geschäftshaus Betonwarenfabrik Hans Rinninger & Sohn KG in Röthenbach: Bauer mit Haflingerstute und Fohlen
- 1973: Café Mayr-Brutscher in Schweineberg: Kunstschmied